# Association des vétérans des essais nucléaires

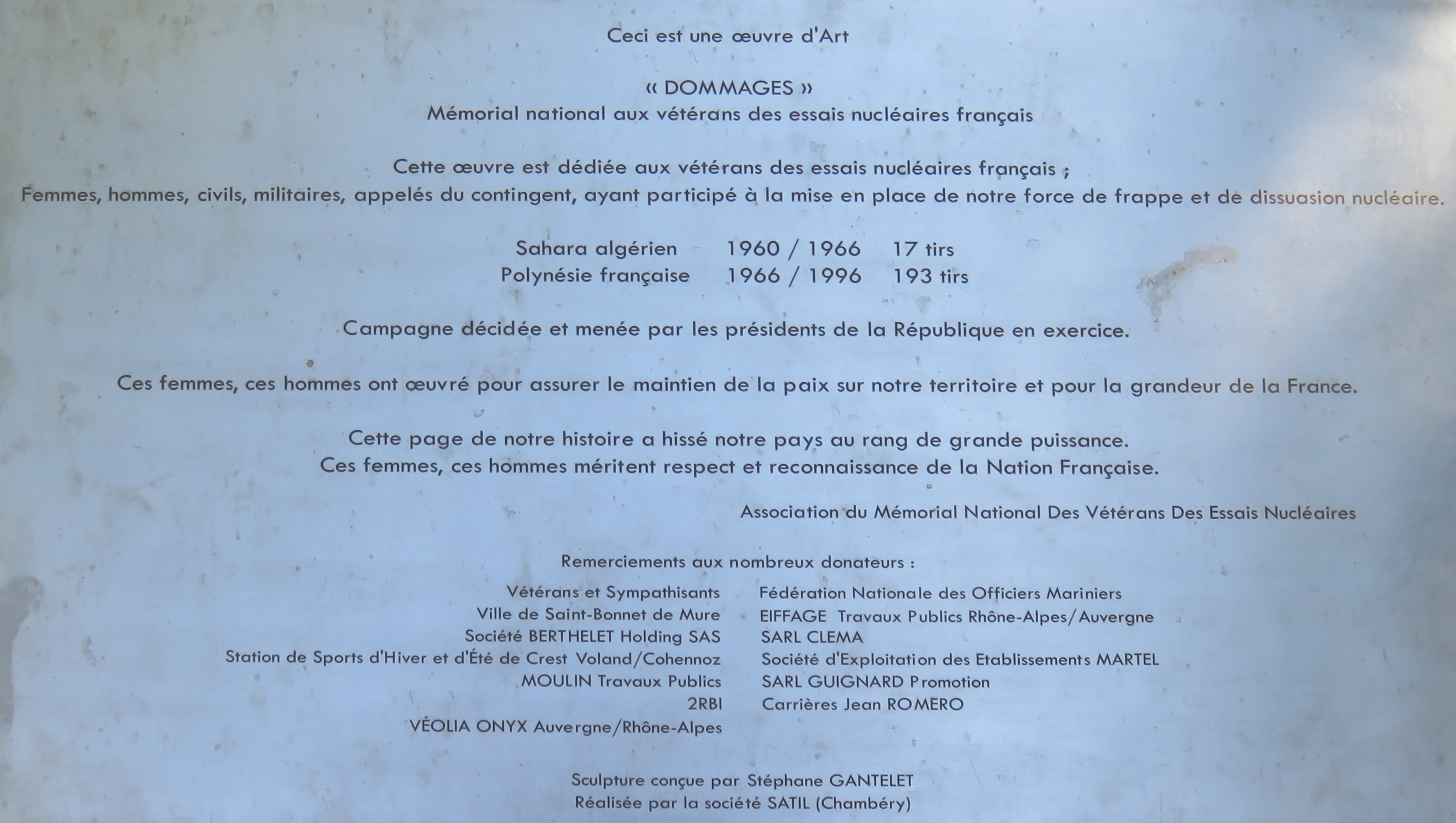
Plaque accompagnant le mémorial des vétérans des essais nucléaires.

Pour les articles homonymes, voir AVEN.
L'Association des vétérans des essais nucléaires (AVEN) est une association créée en juin 2001 qui regroupe les personnels militaires, les personnels du CEA et les personnel d'entreprises sous-traitantes ayant été engagés dans les essais nucléaires effectués par l'État français au Sahara, et en Polynésie.
Cette association s'intéresse aux liens entre les essais nucléaires et la santé des personnes touchées par ces essais, et les effets sur leurs descendants.
Forte de près de 5 000 membres, l'AVEN a obtenu l'attention au travers de propositions de loi et interventions de 440 députés et sénateurs toutes tendances politiques confondues et a été rejointe par un comité de soutien le 3 juin 2008. Cette mobilisation a permis une grande avancée politique le 26 novembre 2008 avec la mise en place d'un projet de loi du Gouvernement français, puis la promulgation de la loi dite « Morin » le 5 janvier 2010 suivi de son décret d'application le 23 juin.
Mais l'AVEN continue à travailler sur l'amélioration des textes législatifs afin d'obtenir pour ses vétérans un élargissement des maladies conforme à celles reconnues internationalement et la redéfinition des zones de retombées. 
L' Association Nationale Vétérans Victimes Essais Nucléaires (ANVVEN) est une association loi 1er juillet 1901 déclarée à la préfecture de Brest, sous le no 1108, le 19 novembre 2003. Cette association s'intéresse notamment aux maladies telles que le cancer du sang, qui pourraient être susceptibles de se produire, plus fréquemment, chez les vétérans et les anciens travailleurs polynésiens.
En 2013, l'association a posé la première pierre d'un monument aux vétérans des essais nucléaires à Saint-Bonnet-de-Mure, dans le parc du château de la mairie, où il a été inauguré en 2017. La sculpture, œuvre de Stéphane Gantelet, est intitulée Dommages.